# Neoplatyura antunesi
Neoplatyura antunesi är en tvåvingeart som beskrevs av Lane 1959. Neoplatyura antunesi ingår i släktet Neoplatyura och familjen platthornsmyggor. Inga underarter finns listade i Catalogue of Life.